# Frank Falkenstein
Frank Falkenstein (* 1964 in Duisburg) ist ein deutscher Prähistoriker.

## Leben
Falkenstein studierte an der Freien Universität Berlin Ur- und Frühgeschichte, Vorderasiatische Archäologie und Alte Geschichte und schloss 1991 mit dem Magistertitel ab. Während des Studiums beteiligte er sich an mehreren Kampagnen im damaligen Jugoslawien, führte ein Survey-Projekt auf dem Titeler Plateau durch. Ein DAAD-Stipendium ermöglichte ihm 1989 ein Studienjahr an der Universität Novi Sad. Mit den Ergebnissen des Surveys promovierte er 1995. Nach einer Tätigkeit für die Bodendenkmalpflege des Landes Brandenburg war er von 1996 bis 2003 Hochschulassistent am Institut für Ur- und Frühgeschichte der Universität Heidelberg. Nach der Habilitation 2002 war er von 2003 bis 2006 Hochschuldozent an diesem Institut. 2006 wurde er zunächst Vertreter, dann Inhaber der Professur für Ur- und Frühgeschichtliche Archäologie an der Universität Bamberg. 2007 nahm er den Ruf auf den Lehrstuhl für Vor- und Frühgeschichtliche Archäologie der Universität Würzburg an.
Zu seinen Forschungsschwerpunkten zählen die Mittlere und Späte Bronzezeit in Mitteleuropa, die Frühe Bronzezeit im Karpatenraum, Landschaftsarchäologie, Mensch-Umwelt-Beziehung, Sozialarchäologie und religiöse Ausdrucksformen.

## Schriften (Auswahl)
- Die Siedlungsgeschichte des Titeler Plateaus (= Feudvar. Ausgrabungen und Forschungen in einer Mikroregion am Zusammenfluß von Donau und Theiß. Bd. 2 = Prähistorische Archäologie in Südosteuropa. Bd. 14). Oetker/Voges, Kiel 1998, ISBN 3-9804322-4-6 (= Dissertation Berlin, Freie Universität 1995).
- Neues zum Goldhut von Schifferstadt. In: Archäologie in Deutschland. 6, 2006, S. 53.
- Tierdarstellungen und „Stierkult“ im Neolithikum Südosteuropas und Anatoliens. In: Henrieta Todorova, Mark Stefanovich, Georgi Ivanov (Hrsg.): The Struma/Strymon River Valley in Prehistory. Proceedings of the International Symposium „Strymon Praehistoricus“, Kjustendil–Blagoevgrad–Serres–Amphipolis, 27.09–01.10.2004 (The Steps of James Harvey Gaul, Band 2.), Sofia 2007, ISBN 978-954-8191-11-1 (Digitalisat).

Herausgeber
- Hohler Stein, Rothensteine und Jungfernhöhle. Archäologische Forschungen zur prähistorischen Nutzung naturheiliger Plätze auf der Nördlichen Frankenalb. Institut für Altertumswissenschaften – Lehrstuhl für Vor- und Frühgeschichtliche Archäologie – Universität Würzburg, Würzburg 2012, ISBN 978-3-89014-327-9.
- mit St. Nomayo: Der Bullenheimer Berg im Fokus moderner Methoden der Archäologie. Schriftenreihe des Städtischen Museums Kitzingen. Kitzingen 2012.